# Jorge Rodarte
Jorge Rodarte Barragán (Guadalupe, Zacatecas; 23 de abril de 2004) es un futbolista mexicano, juega como defensor central y su equipo actual es el Cruz Azul de la Primera División de México cedido por Mineros de Zacatecas.

## Trayectoria
Formación en Mineros de Zacatecas, Universidad del Fútbol y Mineros de Fresnillo
Formado en la cantera de Mineros de Zacatecas, de 2019 a 2020 jugó prestado en la Universidad del Fútbol, en 2021 llega a Mineros de Fresnillo.

### Mineros de Zacatecas
A principios de 2023 es tomado en cuenta para el primer equipo minero, debutando el 28 de enero de 2023 ante Alacranes de Durango.

## Estadísticas
Actualizado al último partido jugado el 11 de mayo de 2025.
| Club                        | Div           | Temporada     | Liga  | Liga  | Copas nacionales | Copas nacionales | Torneos internacionales | Torneos internacionales | Total | Total |
| Club                        | Div           | Temporada     | Part. | Goles | Part.            | Goles            | Part.                   | Goles                   | Part. | Goles |
| --------------------------- | ------------- | ------------- | ----- | ----- | ---------------- | ---------------- | ----------------------- | ----------------------- | ----- | ----- |
| Mineros de Zacatecas México | 2.ª           | 2022-23       | 6     | 0     | —                | —                | —                       | —                       | 6     | 0     |
| Mineros de Zacatecas México | 2.ª           | 2023-24       | 25    | 0     | —                | —                | —                       | —                       | 25    | 0     |
| Mineros de Zacatecas México | 2.ª           | 2024-25       | 24    | 0     | —                | —                | —                       | —                       | 24    | 0     |
| Mineros de Zacatecas México | Total club    | Total club    | 55    | 0     | 0                | 0                | 0                       | 0                       | 55    | 0     |
| Cruz Azul · México          | 1.ª           | 2025-26       | 0     | 0     | —                | —                | 0                       | 0                       | 0     | 0     |
| Cruz Azul · México          | Total club    | Total club    | 0     | 0     | 0                | 0                | 0                       | 0                       | 0     | 0     |
| Total carrera               | Total carrera | Total carrera | 55    | 0     | 0                | 0                | 0                       | 0                       | 55    | 0     |